# Push production a pull production

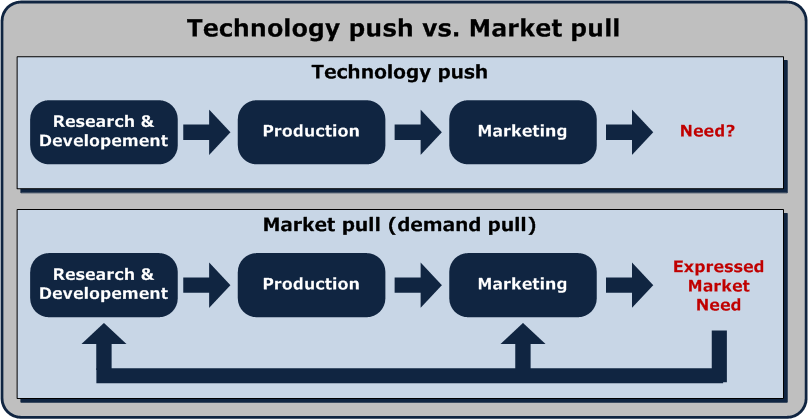
Push production (nahoře), pull production (dole)

Push production a pull production (též push/pull system nebo push–pull strategy) jsou ekonomické termíny popisující koncepce spolupráce mezi výrobcem zboží a jeho distributorem v rámci výrobně-produkčního řetězce (dodávání zboží na trh a jeho odbyt).

## Push production
V systému push production výrobce v každém období plánuje výrobu určitého počtu výrobků (na základě vlastních kalkulací a analýzy trhu) a současně jedná s distributory a odběrateli o tom, jak a za jakých podmínek jeho zboží dodají na trh a zajistí jeho odbyt. Informace o prodeji získává od těchto distributorů a odběratelů.

## Pull production
V systému pull production spadá agenda analýzy trhu a odhad předpokládaného prodeje každého jednotlivého produktu na prodejce a distributory. Ti pak (na základě své analýzy a dalších informacích o prodeji) osloví (většinou své smluvně vázané) výrobce s požadavkem na výrobu tohoto množství výrobků.

## Srovnání
Push i pull production určují kvantitativní hlediska výroby a odbytu zboží a definují, kdo o vyrobeném zboží a jeho množství rozhoduje a na základě čeho. Hlavními rozdíly mezi oběma systémy je subjekt, který vede analýzu trhu; a který rozhoduje o tom, kolik kusů zboží se ve výsledku dostane na pulty obchodů. To je v obou případech předmětem dohody, ale mění se to, kdo z obou subjektů de facto určuje, jaký bude objem zboží k dispozici pro konečného zákazníka.
Mění se i odpovědnost za důsledky chybně zadaného objemu zboží k výrobě oproti aktuálnímu objemu prodeje. V push systému dopadá větší část rizika za nadvýrobu určitého výrobku na výrobce; pull systém přesunuje problém na odběratele, který si jednoduše tento objem zboží objednal a podle objednávky jej i koupí (dostane a výrobci zaplatí).
V push systému má výrobce lepší přehled o odbytu svého zboží, i když na zjišťování a analýzu těchto dat musí vynaložit určité prostředky (ty většinou nejsou nijak zásadní, ale projevují se v jeho hospodaření i ceně výrobků). V pull systému má všechny detaily odběratel, výrobci je nemusí poskytovat. Na druhou stranu, výrobce v pull systému odkázaný na odběratele, tato data ani nepotřebuje a nemusí vydávat prostředky na jejich získávání a vyhodnocování, promítnuté třeba i v ceně výrobku. Nárůst o tuto agendu na straně odběratele je většinou menší, neboť ten tak jako tak potřebuje monitorovat objem prodaného zboží a prostředky k tomu měl již před přechodem na pull systém.
V pull systému je poměrně běžné, že jeden výrobce spolupracuje jen s jedním odběratelem (kdy exkluzivita je součástí smlouvy). V push systému by naopak druhá strana typicky představovala více odběratelů, dost často každý (podle jeho vyjednávací pozice) s jinými požadavky a s jinou smlouvou (s jinými podmínkami, např. na sanaci nadvýroby). Dá se tedy říci, že přechod na pull systém s jedním exkluzivním odběratelem u výrobce značně zjednodušuje obchodní agendu (fakticky ji přebírá distributor) a zcela ruší tu spojenou se zjišťováním předpokládaných objemů výroby, čímž z výrobce ale též dělá de facto výrobní oddělení odběratele s menšími manévrovacími schopnostmi a obtížnějším vyvázání se z tohoto vztahu.
Z historického hlediska převažuje push systém; pull systém byl vyvinut teprve nedávno (v 90. letech) a praktikuje jej pouze několik největších odběratelů v nejvyspělejších zemích, zpravidla ti nejvýznamnější, kteří mají zásadní podíl na trhu, mezinárodní záběr či dokáží nahradit mnoho jiných menších odběratelů, s nimiž by jinak výrobce musel jednat s každým zvlášť. Typickým příkladem subjektu s pull systémem je síť prodejen Wal-Mart (největší svého druhu).

## Pull systém a související obchodní techniky
S pull systémem souvisí i užívání obchodních značek, kdy obchodník (distributor) objednává, zadává výrobu a prodává zboží nikoliv pod značkou výrobce, ale s vlastní značkou, např. řetězec Billa pod značkou Clever.
Obdobná je i taktika zadávání výroby podle vlastního vývoje a designu faktickým výrobcům jak některých součástek, tak i výrobci pro finální montáž, typické v současnosti, kdy se jeden výrobek zpracovává až v několika zemích, zejména v rozvojových, např. v Číně nebo Bangladéši, podle přesné specifikace formálního výrobce, fakticky však vývojáře, zadavatele výroby a distributora. Tento postup rozprostřené výroby, kdy držitel značky, tzv. brandu, není faktickým výrobcem a nevlastní výrobní resp. montážní továrny, je běžný u průmyslového zboží, např. textilu a elektroniky.